# セントポール室内管弦楽団
セントポール室内管弦楽団（セントポールしつないかんげんがくだん、英: Saint Paul Chamber Orchestra）は、アメリカ合衆国ミネソタ州セントポール市を本拠とする室内オーケストラである。

## 歴史
1959年に設立され、学校や教会などでの演奏会を積極的に行っている。歴代の指揮者にはデニス・ラッセル・デイヴィス、ピンカス・ズーカーマン、クリストファー・ホグウッド、ヒュー・ウルフらがいた。現在音楽監督などは置かれていないが、数名のアーティストをArtistic Partnersとして共同活動を行っている。
代表的なレコーディングは、デイヴィス指揮でコープランドの『アパラチアの春』、ズーカーマン指揮・五嶋みどり独奏でバッハのヴァイオリン協奏曲、ホグウッド指揮でストラヴィンスキーやマルティヌーの作品集、ウルフ指揮でバルトークの作品集などがある。